# 仲王鯨屬
仲王鯨屬（意為「另一個王」）是已滅絕的龍王鯨類，生存於始新世巴尔顿期，目前僅有零星骨骼被發現，包含巴基斯坦旁遮普省西部出土的兩節腰椎，可能也包含英國漢普郡海岸出土的一節尾椎。其腰椎形態與龍王鯨屬相近，但椎體不如龍王鯨屬窄長，故體型應比龍王鯨屬小，但較厚鯨屬大。